# 朝鮮の暦
朝鮮の暦（ちょうせんのこよみ）では、朝鮮半島（韓国・北朝鮮）での暦の歴史について記述する。元号については元号一覧 (朝鮮)を参照。
朝鮮半島では、5世紀の三国時代に中国の暦法と年号を導入してから19世紀末まで、中国と同じ太陰太陽暦を採用してきた。これは基本的に中国と冊封朝貢関係にあって正朔を奉じていたことに関係し、中国から給与された暦を配布して用いていた。李氏朝鮮が清から独立すると太陽暦を導入するが、韓国併合以降は朝鮮総督府が編纂する暦を用いた。日本からの独立後は、南北で異なる暦を用いて現在に至っている。
また、日本にも朝鮮半島を通じて中国の暦が伝来した。古墳時代には百済から元嘉暦が、持統朝からは新羅から麟徳暦（日本では儀鳳暦と呼ぶ）が伝わっている。

## 三国時代
もっとも早く中国の暦を導入した記録が残るのは百済である。中国の正史『周書』には宋の元嘉暦を用い、建寅の月（陰暦正月）をもって歳首とする」と記されており、武寧王陵の墓誌に記された日付から5世紀初頭までには元嘉暦が導入されたと考えられる。また『日本書紀』の欽明15年（554年）に百済の暦博士が渡来した記録があり、ほぼ同時期に百済から日本に暦が伝わった。
新羅では『三国史記』に「文武王14年（674年）に大奈麻徳福が入唐して暦を伝学して帰った」と記され、またその9年後に麟徳暦が配布された記録も残されていることから、麟徳暦が導入されたのが最初だと考えられる。
高句麗では『三国史記』に「栄留王7年（624年）に唐に朝貢して暦を請うた」と記される事から、同時期に伝来した可能性が指摘されているが、他の記録が残されておらず確証はできない。

## 統一新羅
統一新羅（676-892）で用いられた暦について、当時の記録は残されていない。18世紀に編纂された『国朝暦象考』では麟徳暦・大衍暦・宣明暦を用いたとされており、唐で改暦に合わせて統一新羅でも同じ暦が用いられたと推測される。また、同時期に日本では五紀暦が伝来していた事から、統一新羅でも頒布されていたとする説もあるが類推の域を出ない。

## 高麗
15世紀に編纂された『高麗史』によれば、高麗が建国された時は統一新羅に引き続き宣明暦が用いられ、続いて授時暦（のちに大統暦に改称）が用いられた。
中国では、宣明暦以降に唐で1回・金で2回・遼で2回・宋で22回もの改暦が行われたが、朝鮮ではこれに追従せず400年近く宣明暦を使用し続けた。これは朝鮮で宣明暦が「最も優れた善暦」と評価されていた事に関係すると考えられるが、一方では長期間使用されたことで実際の天象とのズレは広がっていた。『高麗史』によれば、高麗開国の時点で「その術すでに差あり」と問題は認識され、11世紀にも暦に由来する問題が繰り返されていたが、授時暦まで改暦される事は無かった。
中国の元は、至元18年（1281年）には授時暦に改暦し、同年に高麗にも給与しているが、高麗が実際に用い始めたのは忠宣王在位（1309-1313）の時代からである。忠宣王は在位前に元の宮廷で育ったが、その間に忠宣王は同行していた臣下の崔誠之に授時暦を学ばせたと『高麗史』は記しており、忠宣王らが帰国した後に授時暦を頒布したと考えられる。ただし、日月交食などの計算法が理解できず旧術に従ったとも書かれており、暦日を計算する方法しか習得できなかったと考えられる。
中国の明は1368年に授時暦を大統暦に改称し、高麗にも恭愍王19年（1370年）に給与した。ただし大統暦は授時暦を同じ暦法であり、実質的な影響はなかったと考えられる。
なお高麗は、独自の暦を製作したという説もある。

## 李氏朝鮮
李氏朝鮮でも、引き続き大統暦を使用したが前述の交食計算などの問題は解決せず、天象とのズレは拡大していた。『世宗実録』によれば、この問題が解決するのは世宗12年（1430年）に鄭招が授時暦を完全に理解することに成功した時で、これにより李氏朝鮮での造暦が改善された。
一方で明では洪武17年（1384年）に『大統暦法通軌』に基づく暦法に改めていたため、明との暦には依然としてズレがあった。世宗は天文学に詳しい人材を身分問わず抜擢し、これにも対応するよう改善を命じた。世宗15年（1433年）から李純之と金淡は次々に暦書を改訂し、その集大成として世宗26年（1444年）に『七政算内篇（しちせいざんないへん）』が刊行された。『七政算内篇』は授時暦に基づく暦法であったものの、中国と朝鮮の地理的偏差を反映し朝鮮独自の暦法を完成させた点で画期的であり、東アジアでいち早く当時の最高水準に到達した点で意義は大きい。一方で、名称に「暦」と名付けなかった点では、明との政治的な関係性を伺うことができる。なお、日本で独自の暦貞享暦が作られたのは貞享元年（1684年）だが、これを製作した渋川春海の師岡野井玄貞は、朝鮮通信使の朴安期に暦を学んでいる。
その後、李氏朝鮮は壬辰倭乱や丙子胡乱により荒廃し、暦算学は急激に停滞した。一方で中国では清が成立し、順治2年（1645年）に西洋天文学を採り入れた時憲暦に改暦した。時憲暦は明時代にアダム・シャールによって著された『崇禎暦書』により完成していた暦で、李氏朝鮮は清の改暦よりも早い仁祖9年（1631年）にその存在を認知していた。朝鮮の金堉は仁祖22年（1644年）には清が改暦することを知り、2年後に暦官を伴って清を訪れ、シャールに直接学ぼうと試みたが果たせなかった。金堉はあきらめずに、孝宗2年（1651年）に多額の賄賂を用意して暦官を再派遣し、欽天監で学ばせることに成功したが、その成果は完全ではなかったため改暦には至らなかった。李氏朝鮮が時憲暦による造暦ができるようになったのは粛宗34年（1708年）からである。それまでの間は李氏朝鮮は清から給与される暦を用いていたが、その数が国内の需要を満たすことが出来ないとして、顕宗8年（1667年）に諸官庁に配布する暦を製作することを願い出て許された。朝鮮版時憲暦の製作は李氏朝鮮末期まで続く。
清では、雍正元年（1723年）に梅穀成が『暦象孝成』を完成させ、清はいわゆる梅法に改暦した。李氏朝鮮でも英祖元年（1725年）から梅法による造暦を行うようになる。続いて清は、乾隆7年（1742年）にケーグラーによる戴法に改暦される。戴法は英祖17年（1741年）に李氏朝鮮に伝わったとする記録もあるが、これに矛盾する記録もあり導入されたか判然としない。
清の乾隆帝が死去すると、清は乾隆帝の諱を憚って時憲暦を時憲書に改称するが、李氏朝鮮もこれに従っている。一方で李氏朝鮮では正祖6年（1782年）に雲観に命じて千歳暦を作成させ、光武8年（1782年）には千歳暦を万歳暦に改称している。しかし実態としては依然として清の時憲書を使用し続けていた。
19世紀終わり頃から、李氏朝鮮の建国年（1392年）を紀年とする開国を公的に用い始める。さらに高宗31年（1894年）には泰西太陽暦を併用するようになった。ただし、主たる暦は従来の太陰太陽暦のままである。

## 清からの独立と韓国併合
1895年に下関条約により朝鮮の独立が承認されると、清に配慮した呼称であった時憲書を時憲暦に戻す。次いで開国504年11月17日をもって開国505年（1896年）1月1日とし、合わせて朝鮮独自年号の建陽元年とした。旧暦の時憲暦は明時暦に改称されて存続したが、主たる暦は太陽暦に改められた。
1910年に韓国併合されると朝鮮総督府によって朝鮮民暦が編纂された。また元号も日本に倣った。朝鮮民暦は仁川観測所が編纂事務を行い、太陽暦を主体として日本の祝祭日と一部の吉凶の暦註を残したものである。その後、昭和12年からは迷信を削除した略歴を用い、昭和15年からは旧暦の併記もなくなった。

## 日本からの独立後

### 韓国の暦
1945年に独立解放すると、韓国では檀君紀年が採用された。1961年の5・16軍事クーデターにより朴正煕が政権を握ると檀君紀元は廃止され、西暦が公式な紀年法となった。しかし2002年現在でも民間の暦には檀君紀元が記されている。

### 北朝鮮の暦
一方で北朝鮮では、解放後に西紀（西暦）を用いていたが、1997年9月9日に主体年号を採用する。主体暦は金日成の生誕年である1912年を元年とする年号である。ただし西紀との併記は続いている。